# Elkhart Lake
Elkhart Lake is een plaats (village) in de Amerikaanse staat Wisconsin, en valt bestuurlijk gezien onder Sheboygan County.

## Demografie
Bij de volkstelling in 2000 werd het aantal inwoners vastgesteld op 1021. In 2006 is het aantal inwoners door het United States Census Bureau geschat op 1136, een stijging van 115 (11,3%).

## Geografie
Volgens het United States Census Bureau beslaat de plaats een oppervlakte van 3,3 km², geheel bestaande uit land. Elkhart Lake ligt op ongeveer 289 m boven zeeniveau.

## Plaatsen in de nabije omgeving
De onderstaande figuur toont nabijgelegen plaatsen in een straal van 16 km rond Elkhart Lake.